# Jair Pereira
No confundir con el también futbolista Jair de Jesús Pereira.
Jair Pereira da Silva más conocido como Jair Pereira (Río de Janeiro, 29 de mayo de 1946), es un exjugador y entrenador de fútbol brasileño. Actualmente es coordinador técnico de Operário Ferroviário Esporte Clube, equipo que disputa el Campeonato Brasileño de Serie D y la Série Ouro del Estado de Paraná. Además de un gran número de clubes de su país, en la Primera División de España dirigió al Atlético de Madrid.

## Jugador
Jair Pereira desarrolló una amplia trayectoria profesional, en la que militó en siete equipos, todos ellos brasileños.
| Años              | Club          | País      |
| ----------------- | ------------- | --------- |
| Bandera de Brasil | Madureira     | 1965-1966 |
| Bandera de Brasil | Flamengo      | 1967-1969 |
| Bandera de Brasil | Bonsucesso    | 1969-1972 |
| Bandera de Brasil | Olaria        | 1972      |
| Bandera de Brasil | Santa Cruz    | 1973      |
| Bandera de Brasil | Vasco da Gama | 1974-1977 |
| Bandera de Brasil | Bangu         | 1977-1978 |

## Entrenador
Desde que en 1981 se hiciera cargo del equipo del Campo Grande de Río de Janeiro, Jair Pereira ha dirigido un extenso número de clubes, casi todos brasileños, si bien algunos de ellos en países diferentes.
| Años                              | Club                       | País      |
| --------------------------------- | -------------------------- | --------- |
| Bandera de Brasil                 | Campo Grande               | 1981      |
| Bandera de Brasil                 | Ponte Preta                | 1981      |
| Bandera de Brasil                 | Paysandu                   | 1982      |
| Bandera de Brasil                 | Selección Sub-20 de Brasil | 1983      |
| Bandera de Brasil                 | América                    | 1985      |
| Bandera de Brasil                 | Selección Sub-20 de Brasil | 1985      |
| Bandera de Arabia Saudita         | Selección Sub-20 de Brasil | 1985      |
| Bandera de Arabia Saudita         | Al-Shabab                  | 1986      |
| Bandera de Emiratos Árabes Unidos | Al-Jazira                  | 1986      |
| Bandera de Brasil                 | Selección Sub-20 de Brasil | 1986      |
| Bandera de Brasil                 | Cruzeiro                   | 1987      |
| Bandera de Brasil                 | Selección Sub-20 de Brasil | 1987      |
| Bandera de Brasil                 | Corinthians                | 1988      |
| Bandera de Brasil                 | Botafogo                   | 1988      |
| Bandera de Brasil                 | Atlético Mineiro           | 1989      |
| Bandera de Brasil                 | Palmeiras                  | 1990      |
| Bandera de Brasil                 | Flamengo                   | 1990      |
| Bandera de Brasil                 | Atlético Mineiro           | 1991-1992 |
| Bandera de Brasil                 | Cruzeiro                   | 1992      |
| Bandera de España                 | Atlético de Madrid         | 1993      |
| Bandera de Brasil                 | Flamengo                   | 1993      |
| Bandera de Brasil                 | Vasco da Gama              | 1994      |
| Bandera de Brasil                 | Corinthians                | 1994      |
| Bandera de Brasil                 | Flamengo                   | 1995      |
| Bandera de Brasil                 | Cruzeiro                   | 1995      |
| Bandera de Brasil                 | Fluminense                 | 1996      |
| Bandera de Brasil                 | Bragantino                 | 1996      |
| Bandera de Brasil                 | Botafogo                   | 1996      |
| Bandera de Brasil                 | Athletico Paranaense       | 1997      |
| Bandera de Brasil                 | Bahia                      | 1997      |
| Bandera de Paraguay               | Cerro Porteño              | 1999      |
| Bandera de Brasil                 | Bragantino                 | 1999      |
| Bandera de Brasil                 | Coritiba                   | 2000      |
| Bandera de Brasil                 | América Mineiro            | 2000      |
| Bandera de Brasil                 | Sport Recife               | 2001      |
| Bandera de Brasil                 | América Mineiro            | 2001-2002 |
| Bandera de Brasil                 | Avaí                       | 2003      |
| Bandera de Brasil                 | Ceará                      | 2005      |
| Bandera de Brasil                 | Fortaleza                  | 2005      |
| Bandera de Brasil                 | Cabofriense                | 2006-2007 |
| Bandera de Brasil                 | Mesquita                   | 2008      |
| Bandera de Brasil                 | Itumbiara                  | 2009      |

## Títulos
Como jugador obtuvo tan solo un título oficial:
- 1 Campeonato Pernambucano (Santa Cruz, 1973)

Como entrenador, sus títulos son los siguientes:
- 1 Supercopa Sudamericana (Cruzeiro, 1992)
- 1 Copa de Brasil (Flamengo, 1990)
- 1 Campeonato Paulista (Corinthians, 1988)
- 3 Campeonato Mineiro (Atlético Mineiro, 1989 y 1991) y Cruzeiro, 1992)
- 1 Campeonato Carioca (Vasco da Gama), 1994)
- 1 Copa Mundial de Fútbol Sub-20 (Brasil, 1983)